# Medicare (Australia)
Medicare es el régimen de seguro de asistencia sanitaria universal financiado con fondos públicos en Australia, junto con el Pharmaceutical Benefits Scheme (PBS) gestionado por el departamento de seguridad social del país, Services Australia. Medicare es la principal vía de acceso de los ciudadanos australianos y los residentes permanentes a la mayoría de los servicios sanitarios del país. El régimen cubre parcial o totalmente el coste de la mayoría de los servicios de atención sanitaria primaria del sistema sanitario público y privado. Todos los ciudadanos australianos y residentes permanentes tienen acceso a asistencia sanitaria totalmente cubierta en hospitales públicos, financiada por Medicare (a través del Fondo Nacional de Salud), así como por contribuciones estatales y federales. Los visitantes internacionales de 11 países tienen acceso subvencionado a tratamientos médicamente necesarios en virtud de acuerdos recíprocos.

## Financiación

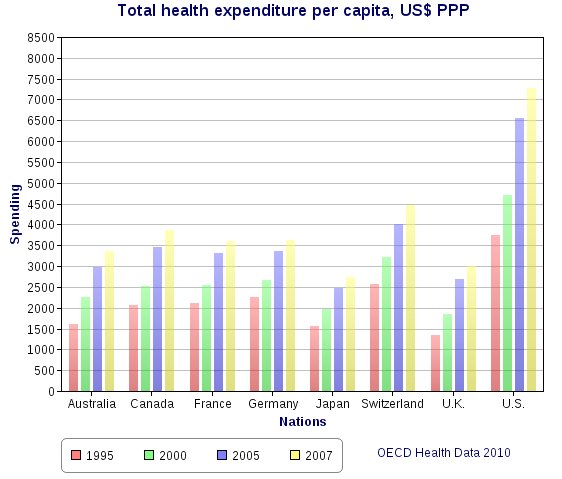
Gasto sanitario total per cápita, en dólares estadounidenses ajustados a la PPA, de Australia comparado con otros países del primer mundo desde 1995.

En la actualidad, Medicare se financia nominalmente mediante un recargo del impuesto sobre la renta, conocido como Medicare levy, que actualmente asciende al 2 % de la renta imponible de un contribuyente residente. Sin embargo, los ingresos recaudados por la tasa están muy lejos de financiar la totalidad de los gastos de Medicare, y cualquier déficit se paga con cargo al gasto público general.
El presupuesto de 2013 aumentó la tasa de Medicare del 1,5 % al 2 % a partir del 1 de julio de 2014, supuestamente para financiar el Sistema Nacional de Seguro de Discapacidad. El presupuesto de 2017 propuso aumentar la exacción de Medicare del 2 % al 2,5 %, a partir del 1 de julio de 2018, pero esta propuesta se desechó el 25 de abril de 2018.
Cuando se paga la tasa, se calcula sobre la totalidad de la renta imponible de una persona física, y no solo sobre la cantidad que supera el umbral de ingresos bajos.

## Elegibilidad
Los siguientes grupos de personas tienen acceso a la asistencia sanitaria totalmente cubierta en los hospitales públicos a través del sistema Medicare:
- Ciudadanos australianos
- ciudadanos neozelandeses que hayan vivido en Australia seis meses o más durante el año anterior
- Residentes permanentes
- Personas que han solicitado la residencia permanente
- Residentes temporales amparados por una orden ministerial

- Ciudadanos o residentes permanentes de:
  - Isla Norfolk
  - Islas Cocos (Keeling)
  - Isla de Navidad
  - Isla de Lord Howe

### Acuerdos recíprocos
Los visitantes internacionales de 11 países tienen acceso subvencionado a tratamientos médicamente necesarios en virtud de acuerdos recíprocos. Existen Acuerdos de Asistencia Sanitaria Recíproca (RHCA) con el Reino Unido, Suecia, los Países Bajos, Bélgica, Finlandia, Noruega, Eslovenia, Malta, Italia, la República de Irlanda y Nueva Zelanda, que permiten a los visitantes de estos países un acceso limitado a la asistencia sanitaria pública en Australia (a menudo sólo para urgencias y cuidados críticos), y otorgan a los australianos que reúnan los requisitos derechos recíprocos mientras se encuentren en uno de estos países.

### Exclusiones
Los solicitantes de asilo en Australia que han solicitado un visado de protección y cuyo visado puente había expirado no tienen acceso a servicios como Medicare, ni a pagos de Centrelink u otros servicios sociales, y no pueden trabajar. En julio de 2022 se calculaba que había unas 2000 personas en esta situación.
Los presos australianos, incluidos los menores recluidos, nunca han tenido acceso a Medicare. Los reclusos que se encuentran en centros penitenciarios pueden acceder a servicios sanitarios gratuitos pagados por el departamento de salud del estado o territorio respectivo. Sin embargo, el nivel de atención disponible está muy por debajo del que se ofrece a las personas con Medicare, y muchos servicios sanitarios y medicamentos no están disponibles en la cárcel en absoluto, ya que se considera demasiado caro pagarlos sin los descuentos de Medicare.

## Descuentos o prestaciones de Medicare

### Régimen de prestaciones de Medicare
Medicare establece un régimen de tarifas para los servicios médicos, denominado Baremo de Prestaciones de Medicare (MBS, por sus siglas en inglés), al que se puede acceder gratuitamente a través de Internet. El baremo es el coste estándar de un determinado servicio médico. La Asociación Médica Australiana (el sindicato de médicos) mantiene un baremo similar denominado Lista AMA de Servicios Médicos y Honorarios (Lista AMA de Honorarios), que ofrece a los afiliados «asistencia y orientación en materia de costes». Representa el «precio de mercado» de los servicios.
Los proveedores de servicios pueden cobrar a los consumidores la tarifa que deseen, que suele ser inferior a la tarifa prevista para los clientes con rentas bajas y superior a la tarifa prevista para todos los demás.
En sus inicios, el MBS era el mismo que el equivalente de la AMA. Sin embargo, el Gobierno ha permitido que crezca una gran brecha entre los honorarios de la MBS y lo que se cobra en el mercado, en parte congelando la indexación de los honorarios del baremo para los especialistas de 2012 a 2020, y para los médicos de cabecera de 2014 a 2020. En 2018 se sugirió que los honorarios de la MBS eran ahora aproximadamente el 45 % de los honorarios de lista de la AMA. En 2019, la AMA elaboró un póster en el que sugería que si los honorarios de la MBS hubieran aumentado en la misma cantidad que los costes de sus miembros, serían más del triple de lo que eran actualmente.
En 2017 la AMA declaró: «La indexación del MBS y los baremos privados no han seguido el ritmo de los costes de la prestación de atención médica. Por ello, los pacientes pueden tener que pagar de su bolsillo los servicios médicos. La lista de la AMA se indexa anualmente a una tasa que tiene en cuenta el coste de la prestación de servicios médicos y, por lo tanto, es más alta que la MBS y las listas privadas. La Lista AMA orienta a los afiliados a la hora de fijar sus honorarios con una indexación periódica».
Además, cada aseguradora de salud privada tiene su propio baremo de honorarios por servicios médicos, que mantiene de forma independiente.

### Reembolso estándar
El reembolso o prestación estándar de Medicare asciende al 100 % de los honorarios de un médico generalista, al 85 % de los honorarios de un especialista y al 75 % de los honorarios de un hospital privado. Cuando los médicos facturan directamente a Medicare (lo que se denomina «facturación masiva»), acuerdan con Medicare aceptar la parte proporcional de la tarifa establecida como pago íntegro por sus servicios. Muchos médicos facturan en bloque a los pensionistas y otros a otros grupos o a todos sus pacientes.
La diferencia cada vez mayor entre la tarifa de mercado y la tarifa prevista por la MBS ha llevado a algunos médicos a renunciar a la facturación en bloque, por lo que los pacientes afectados tienen que pagar de su bolsillo.

### Servicios aliados
Algunas especialidades y servicios sanitarios asociados están cubiertos, al menos parcialmente, por Medicare, limitados a aquellos pacientes con una enfermedad crónica cuyo médico de cabecera haya creado para ellos un «plan de gestión del médico de cabecera» o «acuerdos de atención en equipo». Servicios como oftalmología, fisioterapia, podología y audiología (especialmente a través de Hearing Australia) están cubiertos, mientras que otros como (la mayoría de) los servicios dentales no lo están. Para los australianos con problemas de salud mental, Medicare ofrece hasta 10 sesiones de asesoramiento individual y de grupo al año totalmente cubiertas como parte del Plan de Mejor Acceso. Para acceder a ellas, los pacientes deben crear un «plan de atención a la salud mental» con su médico de cabecera. El Plan de Mejor Acceso también cubre el coste de otros servicios de salud mental, como los de terapeutas ocupacionales, trabajadores sociales, médicos generalistas y psiquiatras.